# Getto w Sobolewie

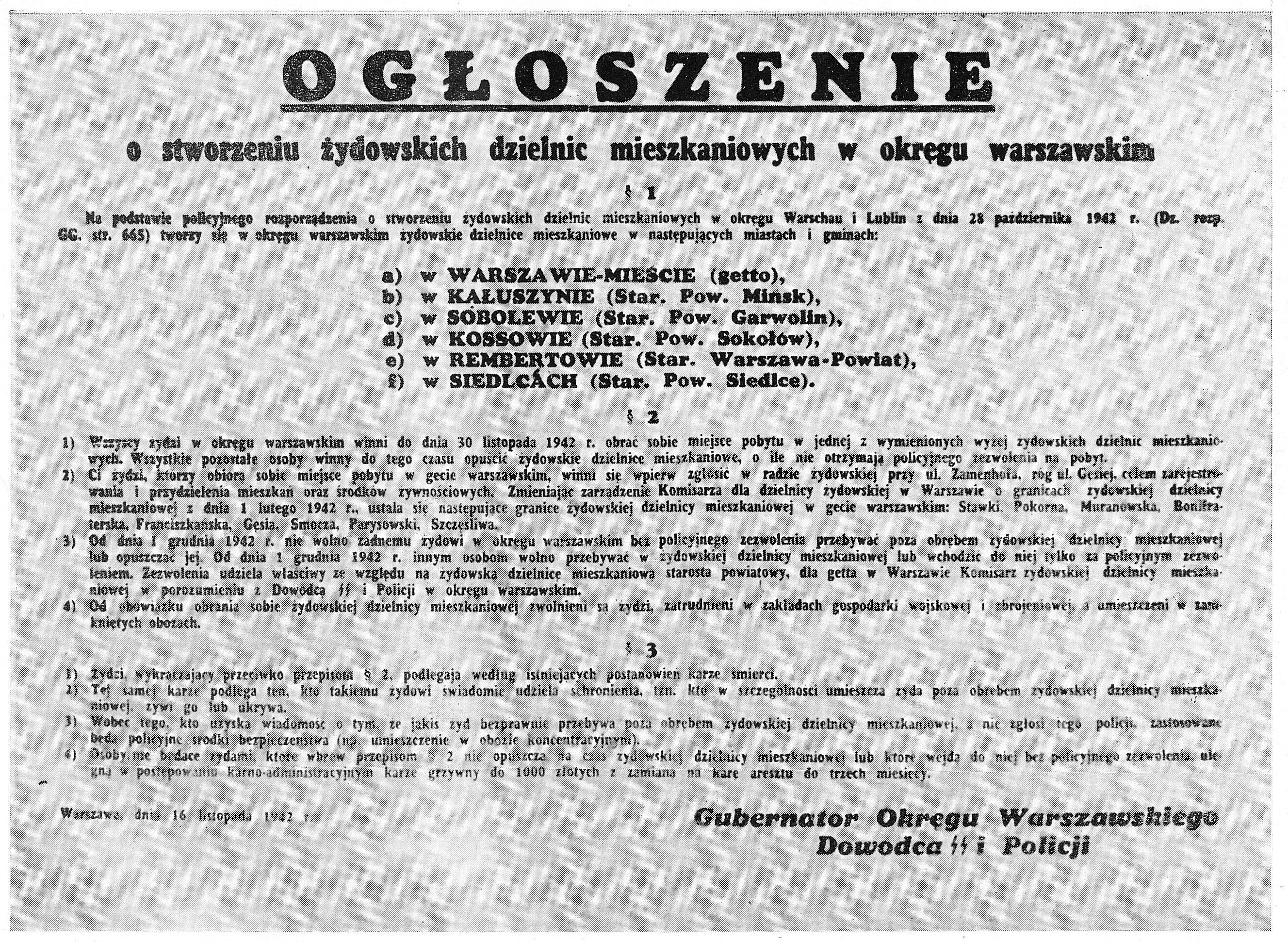
Zarządzenie gubernatora Ludwiga Fischera w sprawie utworzenia gett szczątkowych w dystrykcie warszawskim, w tym getta w Sobolewie

Getto w Sobolewie – utworzone 21 listopada 1941 przez okupacyjne władze niemieckie getto w Sobolewie dla około 2 tys. Żydów. Zlikwidowane we wrześniu 1942 roku, poprzez wywiezienie większości mieszkańców do obozu zagłady w Treblince lub zamordowanie części z nich na miejscu. Ostatnich Żydów skupionych w sobolewskim getcie Niemcy zamordowali w styczniu 1943 (likwidacja tzw. getta wtórnego lub szczątkowego).
Według spisu powszechnego z 1921 w Sobolewie mieszkało 561 Żydów przy ogólnej liczbie 976 mieszkańców.
Po zakończeniu wojny obronnej z września 1939 Niemcy rozpoczęli represjonowanie ludności żydowskiej Sobolewa. 23 października 1940 umieszczono tutaj ok. 170 żydowskich rodzin z Maciejowic.
Getto zostało utworzone w grudniu 1941 na podstawie zarządzenia wydanego 20 listopada 1941 przez starostę garwolińskiego dr. Karla Freundenthala. Powstało ono w rejonie ulic Długiej, Orlicz-Dreszera i Starego Rynku. Przyjmuje się, że w getcie znalazło się ok. 2000 osób żyjących w kilkudziesięciu domach.
Między 27 a 30 września 1942 Sobolew był puntem wywózki Żydów z terenu starostwa garwolińskiego, w tym z miejscowego getta, ze Stoczka, Łaskarzewa, Parysowa i Żelechowa. Przetransportowano ich w celu zamordowania do obozu zagłady w Treblince.
Na mocy wydanego 28 października 1942 zarządzenia wyższego dowódcy policji i SS w Krakowie Friedricha Krügera o utworzeniu żydowskich dzielnic mieszkaniowych w Kałuszynie, Kosowie, Rembertowie, Siedlcach, Sobolewie i Warszawie powstało w Sobolewie tzw. „getto wtórne”. Skupiono w nim ukrywające się osoby, które nie zostały deportowane podczas akcji z września 1942 i później. Zgłaszali się tam także ludzie, których Niemcy zwabili rzekomymi gwarancjami bezpieczeństwa. W grudniu 1942 do ludności getta dołączyli żydowscy robotnicy z obozu pracy przymusowej w Wildze. 10 stycznia 1943 Niemcy zlikwidowali getto. Kilkudziesięciu Żydów zamordowali na miejscu. Pogrzebano ich pod lasem.
Według danych z witryny internetowej parafii rzymskokatolickiej w Sobolewie ówczesny jej proboszcz ks. Julian Roszkiewicz, kapelan Armii Krajowej „wysyła[ł] sukcesywnie do głodującego getta wozy konne z żywnością na swój koszt i zachęca[ł] innych parafian do akcji pomocy”.
Istnieją świadectwa o udzielaniu przez niektórych chrześcijańskich mieszkańców Sobolewa pomocy ukrywającym się przed Niemcami Żydom. 21 marca 2017 Józef i Marcjanna Goławscy zostali uhonorowani przez Instytut Yad Vashem w Jerozolimie tytułem Sprawiedliwych wśród Narodów Świata za pomoc udzieloną żydowskiej mieszkańce Sobolewa Esterze Borensztajn (ur. 1932).
Po wojnie do Sobolewa powróciło kilku ocalałych z Zagłady żydowskich mieszkańców. Trzech z nich zostało zamordowanych.